# Andradite
L’andradite est une espèce minérale du groupe des silicates (sous-groupe des nésosilicates, famille des grenats), de formule Ca3Fe2(SiO4)3 avec des traces de Ti, Cr, Al et Mg. Ces variétés sont très appréciées comme pierres fines, certains cristaux peuvent atteindre 7 cm.

## Inventeur et étymologie
Décrit par le minéralogiste américain James Dwight Dana en 1868. Son nom vient du minéralogiste brésilien José Bonifácio de Andrada e Silva (1763-1838), professeur de minéralogie, fondateur de l'École des Mines du Brésil à Ouro Preto, Minas Gerais.

## Cristallographie
- Paramètres de la maille conventionnelle a = 12.05 Å, Z = 8; V = 1749,69 Å3
- Densité calculée = 3,86

## Cristallochimie
- Elle forme une série avec le grossulaire et une avec la schorlomite (it).
- Elle fait partie du groupe des grenats.

### Groupe des grenats
- Almandin FeII3Al2(SiO4)3
- Andradite Ca3Fe2(SiO4)3 I a3d 4/m 3/m
- Caldérite (MnII,Ca)3(FeIII,Al)2(SiO4)3
- Grossulaire Ca3Al2(SiO4)3 I a3d 4/m 3/m
- Goldmanite Ca3(V,Al,Fe)2(SiO4)3 I a3d 4/m 3/m
- Hibschite (it) Ca3Al2(SiO4)3-x(OH)4x (0,2 ≤ x ≤ 1,5)
- Pyrope Mg3Al2(SiO4)3
- Spessartine MnII3Al2(SiO4)3
- Uvarovite Ca3Cr2(SiO4)3 I a3d 4/m 3/m
- Yamatoite (it) (Mn,Ca)3(V,Al)2(SiO4)3 I a3d 4/m 3/m

## Synonymie
- Allochroïte (d'Andrada 1800) : nom donné à une andradite de Drammen, Buskerud, Norvège.
- Jelletite : nom donné à une andradite du glacier Findelen, Mont Rose, Suisse ; nommée d'après le découvreur J. H. Jellet.
- Polyadelphine (polyadelphite)[4].
- Rothoffite : dédiée au chimiste suédois  Rothoff[5].

## Gîtologie
- Métamorphisme de contact ; dans les skarns au contact de zones de calcaires impurs ou des roches ignées calciques[6].
- Dans les schistes à  chlorites et serpentinites pour la variété démantoïde.
- Dans les roches ignées alcalines titanifères pour la variété mélanite.

### Minéraux associés
Calcite, chlorite, dolomite, épidote, magnétite, spinelle, vésuvianite.

## Variétés
- Démantoïde : variété vert-jaune à vert émeraude, nommée par Nils Gustaf Nordenskiöld ; le nom dérive du nom demant qui, en ancien allemand, désigne le diamant du fait de l'éclat particulier de cette variété. Initialement décrite à Kemennya Teliyana, Nizhne-Tagil'skoye région de l'Oural, Russie. Le fer ferrique et/ou le chrome sont responsables de la couleur verte.
- Mélanite : variété titanifère d'andradite d'un noir soutenu et très brillant. Couleur provoquée par un transfert de charge fer-titane très fort.
- Topazolite : variété brun-jaune causée par un faible transfert de charge fer-titane. Cette couleur évoque certaines couleurs de topazes ce qui a inspiré le nom.

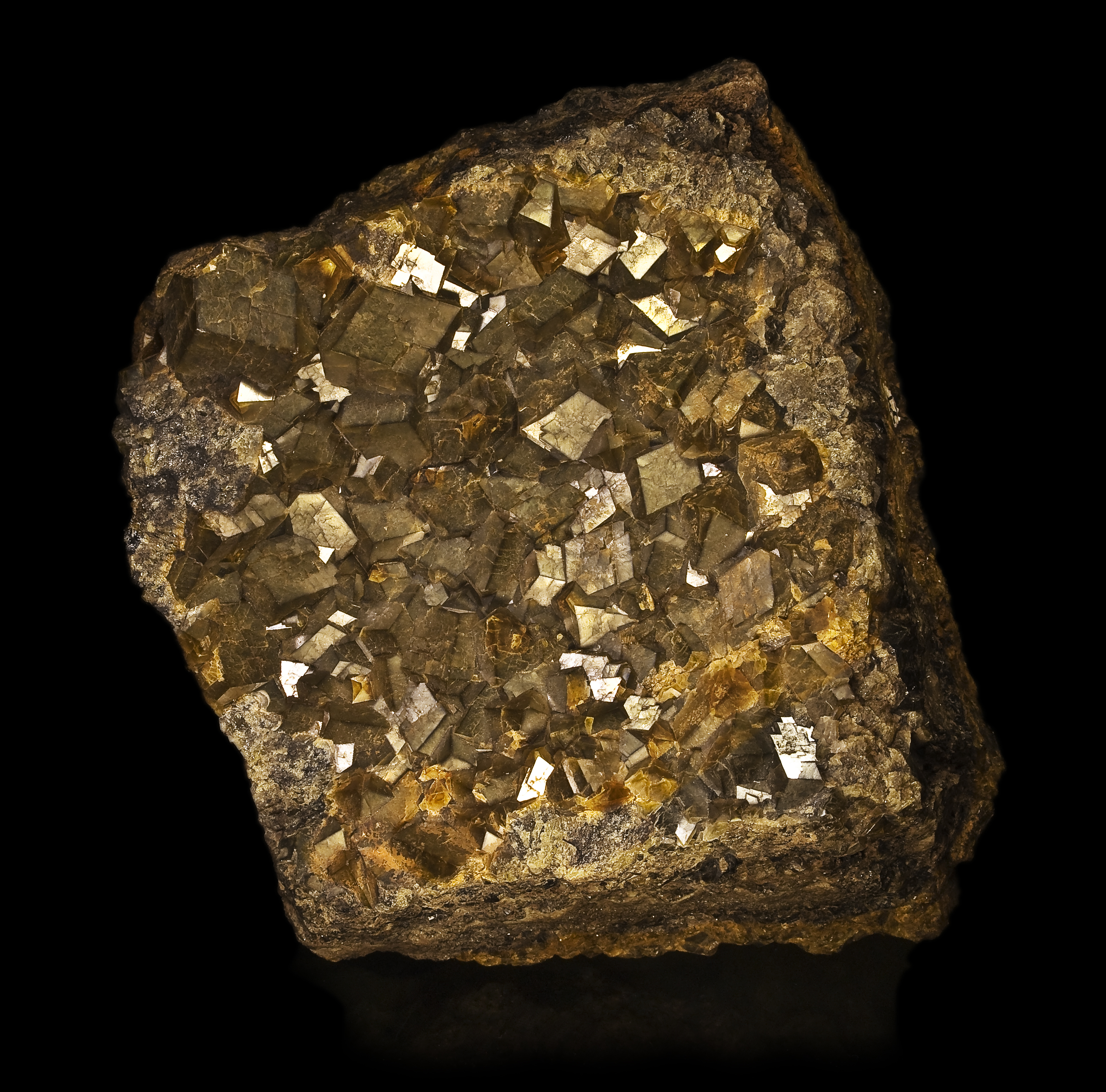
Andradite - Quartzite Mountain -  Azizona
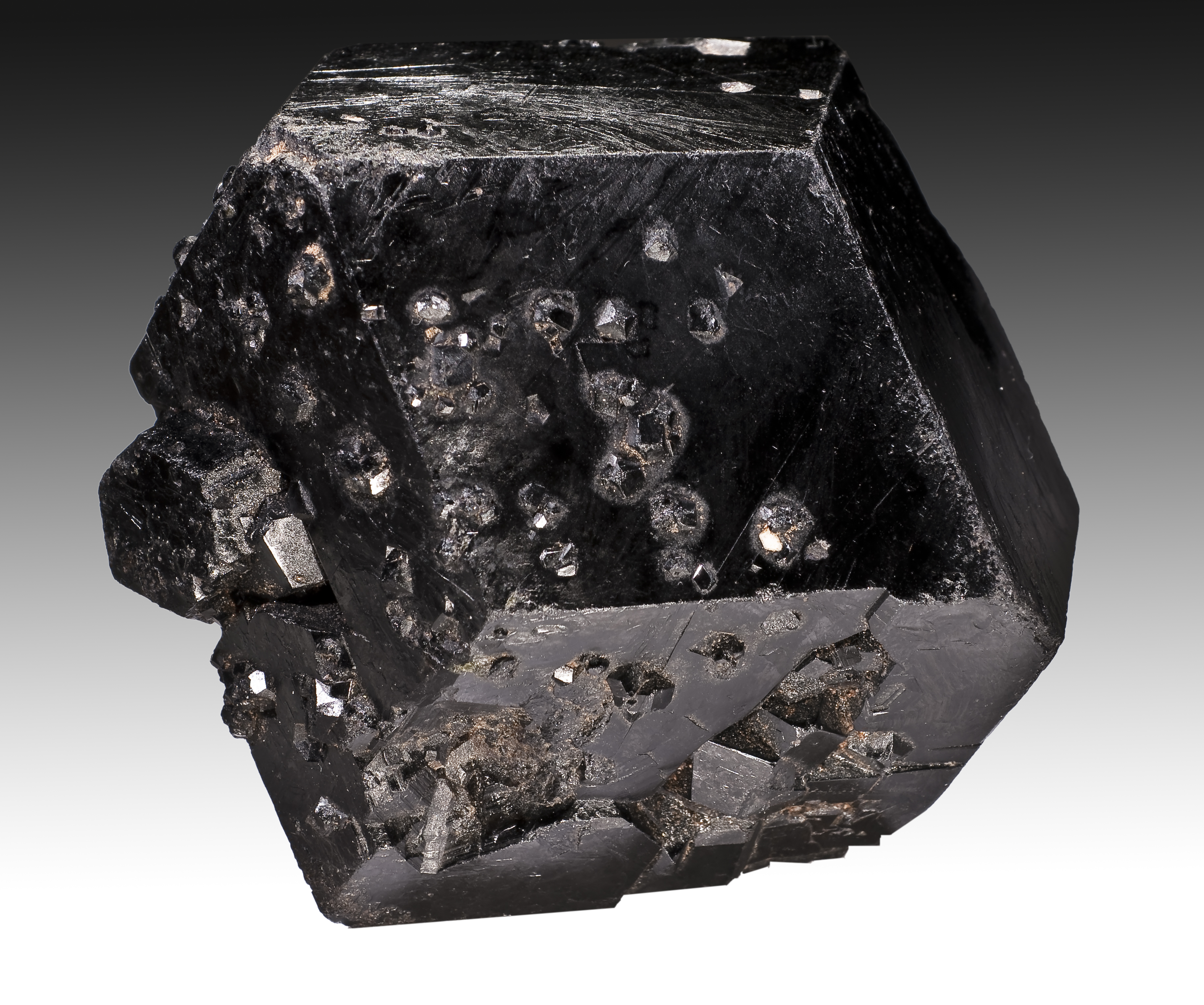
Mélanite : monocristal (7 cm) - Diakon, Région de Kayes, Mali
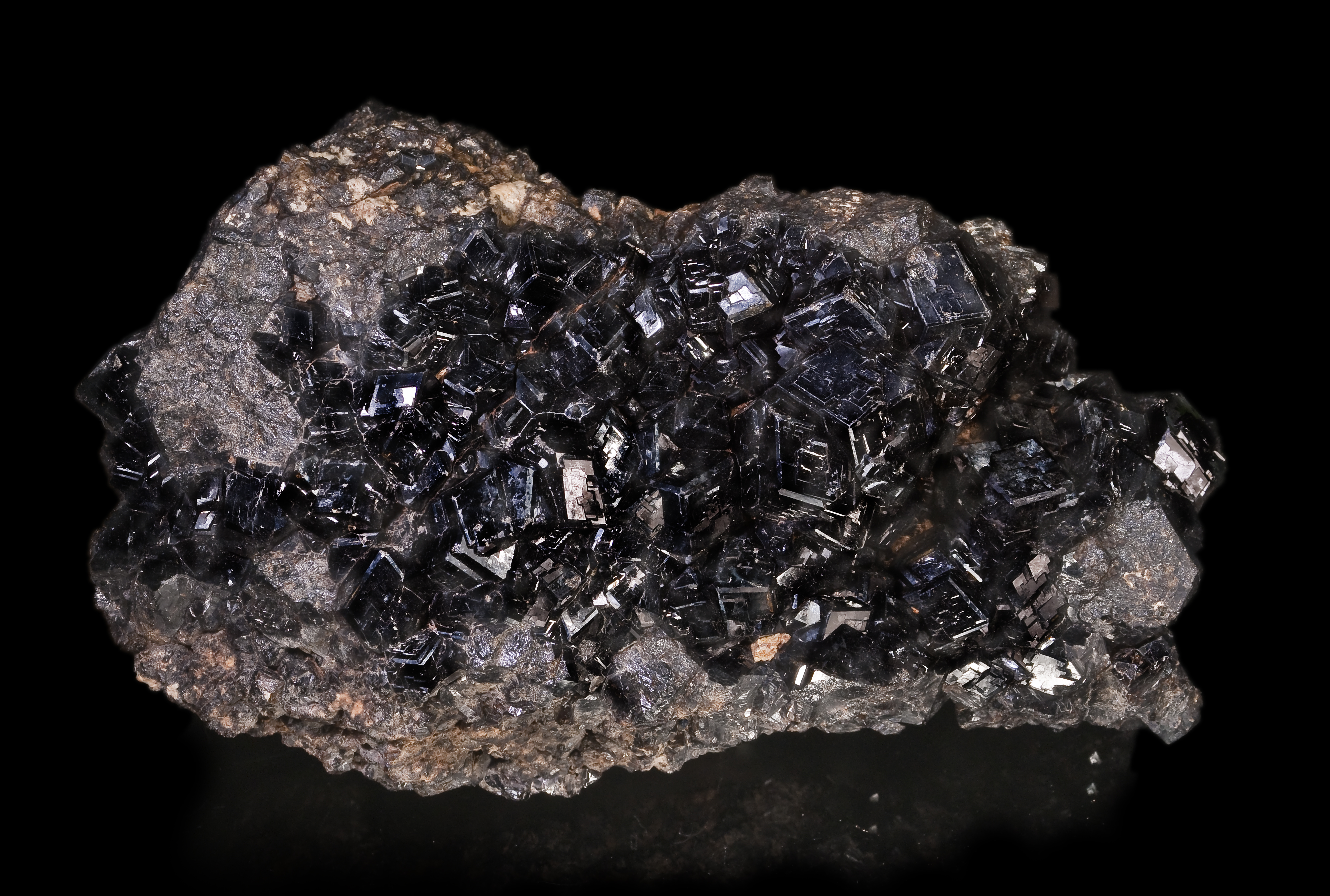
Mélanite : Mine Ojos Espanoles, Mexique. 12,5x7 cm
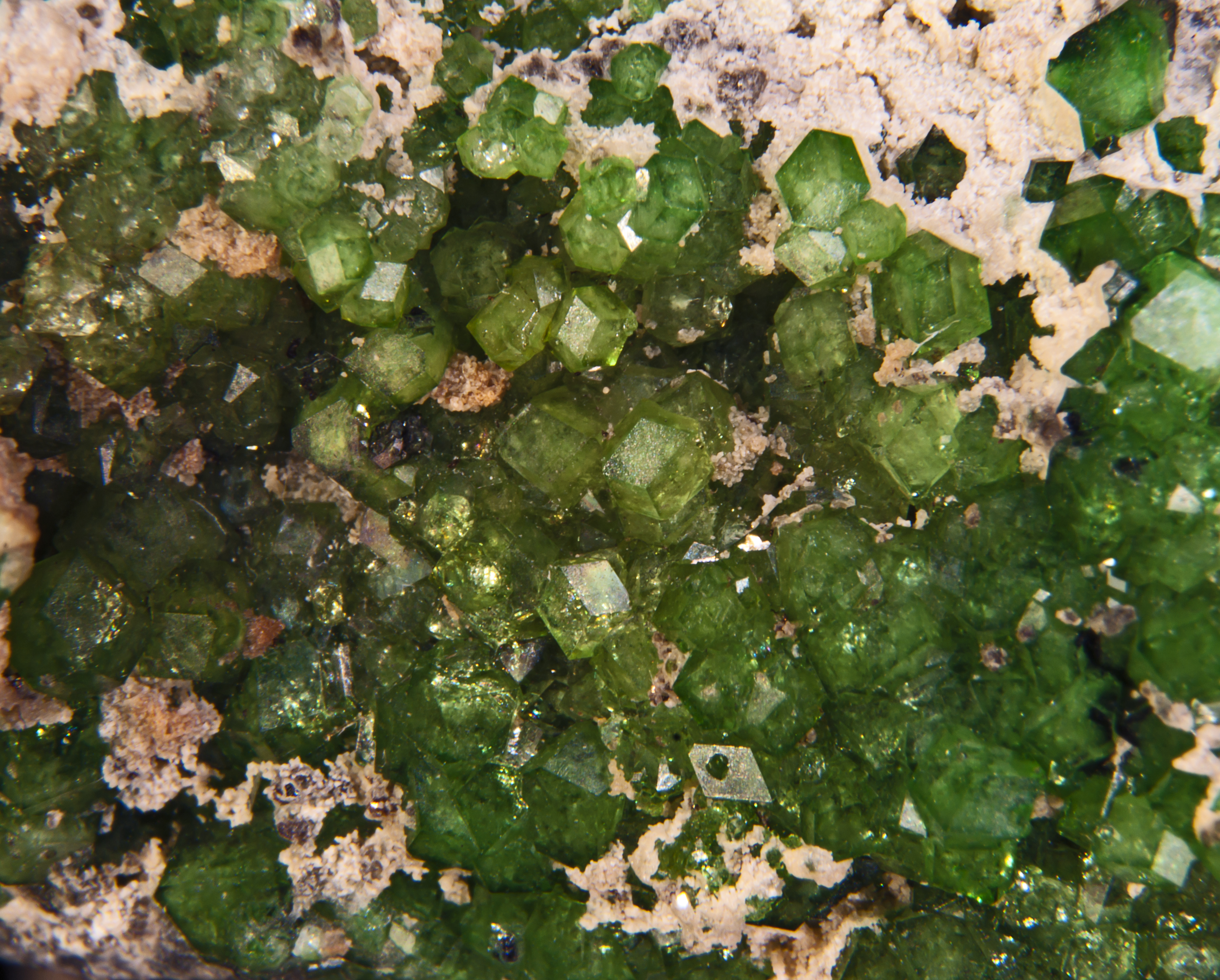
Démantoïde : Asbestos Quebec. Vue 2 cm
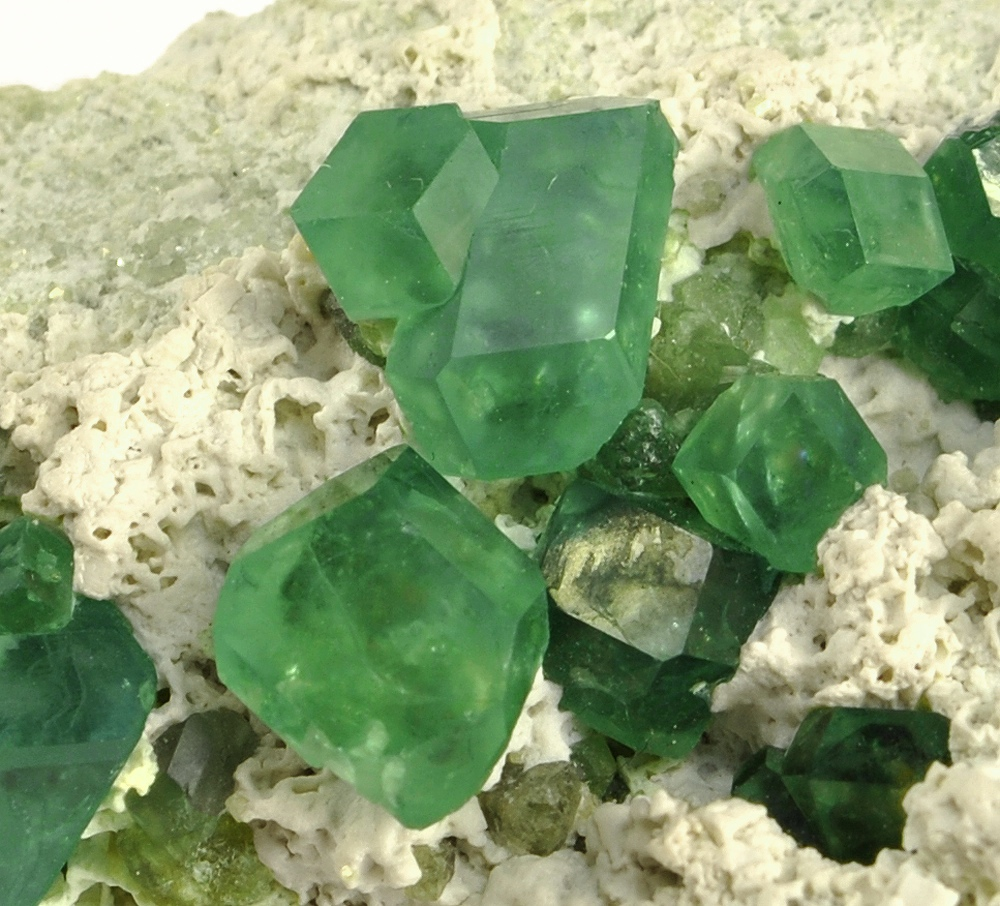
Démantoïde - Ambanja, Madagascar

## Gisements remarquables
Allemagne
- Wurlitz-topazolite, Reiden am Laacher See, Keiserstuhl-mélanite.

 Canada
- Jeffrey mine (Jeffrey quarry; Johns-Manville mine), Asbestos, Les Sources RCM, Estrie, Québec Pour la variété démantoïde.

 États-Unis
- Quartzite Mountain (Stanley Butte [Près de]), District de Stanley, Réserve indienne de San Carlos, Comté de Graham, Arizona.

 Italie
- Gouffre des Bousserailles, Valtournanche, Valle di Valtournanche, Val d'Aoste pour la variété topazolite[7].
- Roch Neir, Balme, Val d'Ala, Province de Turin, Piémont :  pour la variété topazolite.

 Madagascar
- Ambandja, région d'Antetezambato : pour la variété démantoïde[8].

 Mali
- Diakon, Région de Kayes.

 Mexique
- Mine Ojos Espanoles, General Lázaro Cárdenas (Lázaro Cárdenas; Colonia Lázaro Cárdenas), Municipalité de Julimes, État de Chihuahua : pour la variété mélanite.

 Russie
- Kemennya Teliyana, Nizhne-Tagil'skoye, région de l'Oural : pour la variété démantoïde.

## Utilisations
- Utilisés principalement comme abrasifs.
- En horlogerie : les fameux rubis des mouvements à échappement sont, en réalité, des grenats.
- Certaines variétés sont employées comme pierres fines